# 그리스 문학
그리스 문학(그리스어:ελληνική λογοτεχνία) 또는 희랍 문학(希臘文學)은 그리스어로 창작된 구비 문학과 기록 문학 전반을 일컫는다.

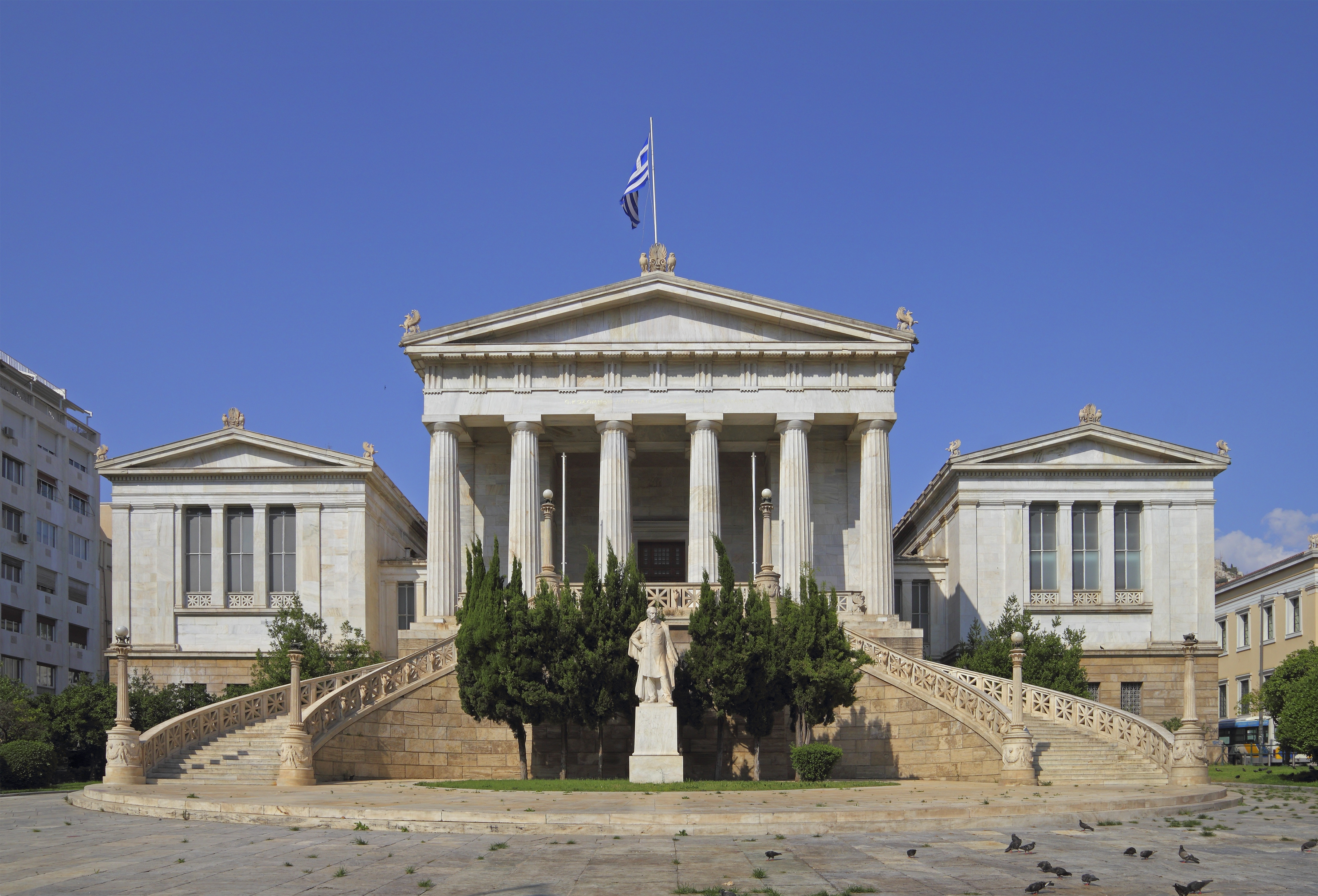
아테네의 그리스 국립도서관

그리스 문학의 특징으로는 기원전 7세기경의 호메로스부터 시작하여 현재까지 지속된 오랜 역사를 들 수 있다. 스물 여덟 세기 가까이 걸쳐 그리스어는 계속 변화하였으며 그리스 문학 역시 이 언어 변화에 심히 영향을 받았으나, 그럼에도 그리스 문학은 시대에 의하여 단절되지 않은 하나의 연속적인 문학으로 취급받는다.
처음에는 구비 문학에서 출발한 고대 그리스 문학은 두 서사시, 《일리아스》와 《오디세이아》가 첫 기록 문학으로 남겨진 이후 급속도로 발전하기 시작하였다. 고전 시기, 즉 기원전 6세기와 5세기 무렵에 저술된 작품은 이후 세기의 그리스 문학뿐만 아니라 라틴 문학에도 큰 영향을 끼쳤다.
고대 이후, 그리스 문학은 비잔티움 제국의 문학으로 그 맥을 이어나갔다. 이후 오스만 튀르크가 비잔티움 제국을 정복하자, 그리스 민중 작품과 익명의 작품을 모으는 것은 사실상 불가능해졌다.
1821년 혁명으로 그리스 문학은 부흥하기 시작하였으니, 이 시기를 현대 그리스 문학의 기점으로 친다. 20세기의 그리스 문학으로는 노벨 문학상을 수상한 두 그리스 작가, 요르기오스 세페리스와 오디세아스 엘리티스가 유명하다.

## 고대 그리스 문학
고대 그리스 문학은 세계 문학사에서 가장 중요하고 융성한 문학 중 하나로 여겨진다. 고대 그리스 문학은 일반적으로 기원전 7세기부터 서기 6세기까지의 그리스 문학을 일컫는다.

### 고전기 그리스 문학
기원전 5세기와 4세기의 작가로는 위대한 비극 시인들(아이스퀼로스, 소포클레스, 에우리피데스), 희극 작가 아리스토파네스, 철학자 플라톤을 들 수 있는데, 이뿐 아니라 소피스테스, 데모크리토스와 레우키포스 같은 "소크라테스 이전 철학자", 아리스토텔레스, 아티카의 연설가들(뤼시아스, 이소크라테스, 데모스테네스 등), 헤로도토스, 투키디데스, 크세노폰 등의 작가군 역시 이 시기에 속한다.

## 비잔티움 문학
비잔티움 문학은 튀르크족이 콘스탄티노폴리스를 함락한 1453년까지 배출된 그리스 문학을 일컫는다. 비잔티움 시기의 주요 작가로는 프로코피오스, 요하네스 조나라스, 콘스탄티노스 7세 포르피로옌니토스, 콘스탄티노폴리스 총대주교 포티오스 1세, 플라누데스, 안나 콤니니, 게미스토스 플레톤 등을 들 수 있다.

## 근대 그리스 문학

### 근대 그리스 문학
오스만 터키의 압제하에 있었던 그리스에서는 18세기 말에서 19세기에 걸쳐 독립운동의 조직화와 거의 때를 같이하여 근대문학이 대두했다. 그 중심이 된 것은 민중의 독립투쟁을 노래한 디오니시오스 솔로모스(Διονύσιος Σολωμός, 1798-1857)를 비롯한 그리스 서안의 이오니아 제도 출신의 시인들로서 이들은 민요 속에서 살아 있는 언어를 찾아내어 문학용어에의 승화를 시도했다. 일상언어에서 동떨어진 고풍의 순정어(純正語)를 배제하고 구어인 민중어를 전파시키려는 솔로모스 등의 노력은 그 후 고전과의 유대를 중시하는 보수파의 저항에 부딪쳐 한때 좌절되나 이오아니스 프시카리스(Γιάννης Ψυχάρης, 1854-1929)가 나타나 언어학적 견지에서 민중어의 정당성을 주장하기에 이르러 겨우 민중어의 지위가 확립됐다. 산문작가로는 단편에 뛰어난 알렉산드로스 파파디아만티스(Αλέξανδρος Παπαδιαμάντης, 1851-1911), 제1차 세계대전 후의 반전 작품 <묘지에서의 생활(Η ζωή εν τάφω)>(1924)로 각광을 받은 스트라티스 미리빌리스(Στράτης Μυριβήλης, 1892- 1969), 아테네의 시민사회 등을 묘사한 여러 희곡 및 소설로 후세에 큰 영향을 끼친 그레고리오스 크세노풀로스(1867-1951) 등이 유명하다. 시인으로서는 서정시의 기교에 뛰어나고 문예비평의 영역에서도 활약하여 그리스 국민의 정신적 지도자로서 이름이 높았던 코스티스 팔라마스(Κωστής Παλαμάς, 1859-1943), 알렉산드리아에 살았기 때문에 본국의 국어문제에 구애되지 않고 독자적 입장에서 헬레니즘, 비잔틴 문화의 성쇠를 노래한 콘스탄티노스 카바피스(Κωνσταντίνος Καβάφης, 1863-1933), 신화적 종교관을 제시한 시켈리아노스(Άγγελος Σικελιανός, 1884-1951), 서구 현대시의 영향을 받으면서 현대 그리스를 뒤덮는 지난 날의 영광의 중후성을 다루어 1963년 노벨상을 받은 요르기오스 세페리스(1900-1971) 등을 들 수 있다. 그러나 근대 그리스의 작가들은 일반적으로 지방색을 탈피하지 못하고 있으며, 외국에서도 널리 읽혀지고 있는 작가로는 시인이자 소설가인 카잔자키스뿐이다.

### 카잔자키스
니코스 카잔차키스 (1885-1957)는 그리스 시인·소설가. 크레타섬 이라크리온에서 태어나 아테네와 파리에서 법학과 철학을 배웠다. 인간의 참된 자유란 어떤 것인가에 관해 평생을 두고 탐구했다. 호메로스의 제재(題材)를 빌어 자신의 영혼의 편력을 묘사한 <오디세이아>(1938)가 대표작품이다. <그리스인 조르바>, 소아시아에서 추방되는 그리스인의 고난을 그린 <최후의 유혹>(1953) 등과 같은 소설도 유명하다. 그 밖에 희곡·기행문·번역작품도 많다.

#### 그리스인 조르바
그리스인 조르바 (1947)는 카잔자키스의 소설. 줄거리는 단순한 것으로 책벌레인 ‘나’가 크레타섬에서 조그마한 광산일을 돕는 가운데 현장감독인 조르바라는 자연인과의 접촉을 통해 기성 도덕 및 상식이 하잘 것 없다는 사실을 통감하고 진실로 인간다운 생활을 배우게 된다는 이야기이다.

## 같이 보기
- 고대 문학
- 라틴 문학

## 참고 문헌
- 이 문서에는 다음커뮤니케이션(현 카카오)에서 GFDL 또는 CC-SA 라이선스로 배포한 글로벌 세계대백과사전의 許寅씨가 쓴  "근대 그리스" 항목을 기초로 작성된 글이 포함되어 있습니다.